# Federazione Italiana Rugby
Federazione Italiana Rugby – ogólnokrajowy związek sportowy, działający na terenie Włoch, posiadający osobowość prawną, będący jedynym prawnym reprezentantem włoskiego rugby 15-osobowego i 7-osobowego, zarówno wśród mężczyzn, jak i kobiet we wszystkich kategoriach wiekowych w kraju i za granicą. Członek World Rugby i Rugby Europe.
Odpowiedzialny jest za prowadzenie włoskich drużyn narodowych, a także za szkolenie zawodników oraz organizowanie krajowych rozgrywek ligowych i pucharowych wśród mężczyzn i kobiet.
Powstała 28 września 1928 roku, a jej protoplastą był „Komitet Propagowania Rugby” (Comitato Nazionale di Propaganda per il Rugby). W 1934 roku została członkiem założycielem FIRA, natomiast członkiem IRB została w 1987 r. będąc zaproszona na inauguracyjny Puchar Świata. Z dniem 19 marca 1930 roku stała się również członkiem Włoskiego Komitetu Olimpijskiego.
Została założona jako Federazione Italiana Rugby, 10 października 1932 roku zmieniła nazwę na Federazione Italiana Palla Ovale, od lipca następnego roku na Federazione Italiana Rugbi, a ostatecznie po II wojnie światowej wracając do pierwotnej nazwy.
Pierwsze mistrzostwa Włoch pod egidą FIR z udziałem sześciu z szesnastu istniejących wówczas drużyn rozpoczęły się 12 lutego 1929 roku, natomiast reprezentacja kraju pierwszy mecz rozegrała 20 maja tego roku przegrywając z Hiszpanią 9:0.
Od 21 września 1996 roku prezesem FIR był Giancarlo Dondi, który w 2012 roku ogłosił, że nie będzie kandydował na kolejną kadencję. Funkcję tę 15 września 2012 roku objął zatem Alfredo Gavazzi, z reelekcją cztery lata później. W 2021 roku wybory wygrał Marzio Innocenti, zostając tym samym pierwszym reprezentantem kraju na tym stanowisku.
Obecnie najbardziej aktywne są reprezentacje:
- seniorska mężczyzn – Puchar Świata, Puchar Sześciu Narodów
- U-20 mężczyzn – MŚ U-20 / World Rugby U-20 Trophy, Puchar Sześciu Narodów U-20
- U-18 mężczyzn – ME U-18
- 7 mężczyzn – Puchar świata w rugby 7, World Rugby Sevens Series, Mistrzostwa Europy w rugby 7 mężczyzn
- 7 U-18 mężczyzn – ME U-18
- seniorska kobiet – FIRA Women’s European Championship, Puchar Sześciu Narodów Kobiet
- 7 kobiet – Puchar Świata w rugby 7, Mistrzostwa Europy w rugby 7 kobiet
- 7 U-18 kobiet – ME U-18

## Prezesi związku
- 1928 Piero Mariani
- 1928–1929 Giorgio Vaccaro
- 1930–1932 Ottorino Barassi
- 1932–1933 Giovanni Peragallo
- 1933–1941 Ettore Rossi
- 1941–1943 Furio Cicogna
- 1944 Rocco Sansone
- 1944 Ausonio Alacevich
- 1945 Piero Paselli
- 1946–1948 Furio Cicogna
- 1949 Reggenza della Consulta Federale
- 1949–1950 Enrico Olivetti
- 1950–1954 Aldo Galletto
- 1954–1958 Mauro Lais
- 1958–1971 Carlo Montano
- 1971–1974 Sergio Luzzi-Conti
- 1974–1978 Mario Martone
- 1978–1984 Aldo Invernici
- 1984–1995 Maurizio Mondelli
- 1996–2012 Giancarlo Dondi
- 2012–2021 Alfredo Gavazzi
- od 2021 Marzio Innocenti